# Gianfranco Pagliarulo
Gianfranco Pagliarulo (nascido em 16 de setembro de 1949) é um político italiano, presidente da Associação Nacional de Partidários Italianos desde 2020.

## Biografia
Pagliarulo foi eleito senador nas eleições políticas italianas de 2001, sendo um dos dois deputados eleitos pelo Partido dos Comunistas Italianos naquele ano.
Em novembro de 2017, Pagliarulo foi nomeado Vice-presidente da Associação Nacional dos Partidários Italianos, sob a orientação de Carla Nespolo. Em outubro de 2020, após a morte de Nespolo, Pagliarulo foi eleito presidente da ANPI.